# Liste der Baudenkmäler in Langenich
Die Liste der Baudenkmäler in Langenich enthält die denkmalgeschützten Bauwerke auf dem Gebiet von Kerpen-Langenich in Nordrhein-Westfalen (Stand: Januar 2021). Diese Baudenkmäler sind in der Denkmalliste der Stadt Kerpen eingetragen; Grundlage für die Aufnahme ist das Denkmalschutzgesetz Nordrhein-Westfalen (DSchG NRW).

## Baudenkmäler
Die Liste der Baudenkmäler enthält Sakralbauten, Wohn- und Fachwerkhäuser, historische Gutshöfe und Adelsbauten, Industrieanlagen, Wegekreuze und andere Kleindenkmäler sowie Grabmale und Grabstätten, die eine besondere Bedeutung für die Geschichte Erftstadts haben.
Hinweis: Die Reihenfolge der Denkmäler in dieser Liste entspricht der offiziellen Liste und ist nach Bezeichnung, Ortsteilen und Straßen sortierbar.
| Bild           | Bezeichnung                                                           | Lage                                 | Beschreibung | Bauzeit | Eingetragen seit | Denkmal- nummer |
| -------------- | --------------------------------------------------------------------- | ------------------------------------ | ------------ | ------- | ---------------- | --------------- |
| weitere Bilder | Preußischer Meilenstein                                               | Langenich B 264                      |              |         | 17.12.1998       | 147             |
| weitere Bilder |                                                                       | Langenich Talweg 12                  |              |         | 06.03.1990       | 232             |
| weitere Bilder |                                                                       | Langenich Talweg 14                  |              |         | 17.10.1988       | 233             |
| weitere Bilder | Kreuz                                                                 | Langenich Triftstr./Talweg           |              |         | 29.01.2004       | 114             |
| weitere Bilder | Kreuzigungsgruppe oder auch Kalvarienberggruppe „An den drei Bildern“ | Langenich Stiftsstraße (ehem. B 264) |              | 1768    | 28.08.2003       | 84              |
| weitere Bilder |                                                                       | Kerpen Stiftsstr. 258                |              |         | 28.10.1998       | 69              |

## Belege
1. ↑  Denkmalliste der Stadt Kerpen, übermittelt durch die Untere Denkmalbehörde Kerpen.